# HD 190007
Désignations
HD 190007 (ou Gliese 775) est une étoile de la constellation de l'Aigle. Les mesures de parallaxe du satellite Gaia placent l'étoile à une distance de ∼ 41,47 a.l. (∼ 12,7 pc) de la Terre.
HD 190007 est une étoile variable de type BY Draconis. C'est aussi une naine orange avec une masse de 0,77 M☉.

## Système planétaire
L'exoplanète HD 190007 b a été détectée sur une orbite proche pour la première fois en 2020 par la méthode des vitesses radiales, avec une mise à jour publiée en 2023.
| Planète     | Masse   | Demi-grand axe (ua) | Période orbitale (jours) | Excentricité | Inclinaison | Rayon |
| ----------- | ------- | ------------------- | ------------------------ | ------------ | ----------- | ----- |
| HD 190007 b | 15,5 M🜨 | 0,092               | 11,724 128 (99)          | 0,136        |             |       |